# Hieracium erioleucum
Hieracium erioleucum es una especie de planta con flor del género Hieracium, de la familia Asteraceae, orden Asterales.

## Distribución
Hieracium erioleucum se distribuye por Francia, Italia y España.

## Taxonomía
Fue descrita científicamente por Zahn. Fue publicada en E.Burnat, Hierac. Alp. Mar.